# خوان رامون ورون
خوان رامون ورون (انگلیسی: Juan Ramón Verón؛ زادهٔ ۱۷ مارس ۱۹۴۴) بازیکن فوتبال اهل آرژانتین است.
از باشگاه‌هایی که در آن بازی کرده‌است می‌توان به باشگاه فوتبال پاناتینایکوس، باشگاه فوتبال استودیانتس، و باشگاه ورزشی اتلتیکو جونیور اشاره کرد.
وی همچنین در تیم ملی فوتبال آرژانتین بازی کرده‌است.